# Okrouhlá (Morávia do Sul)
Okrouhlá é uma comuna checa localizada na região de Morávia do Sul, distrito de Blansko.